# Wiry (Grębów)
Wiry – część wsi Grębów w Polsce położona w województwie podkarpackim, w powiecie tarnobrzeskim, w gminie Grębów.
W latach 1975–1998 część wsi administracyjnie należała do województwa tarnobrzeskiego.